# Ágnes Mutina
Ágnes Mutina (Miskolc, 19 de abril de 1988) es una deportista húngara que compitió en natación, especialista en el estilo libre. Está casada con el nadador Péter Bernek.
Ganó cuatro medallas en el Campeonato Europeo de Natación entre los años 2008 y 2012, y dos medallas en el Campeonato Europeo de Natación en Piscina Corta, oro en 2010 y bronce en 2007.
Participó en tres Juegos Olímpicos de Verano, entre los años 2004 y 2012, ocupando el sexto lugar en Pekín 2008, en la prueba de 4 × 200 m libre.

## Palmarés internacional
| Campeonato Europeo                  | Campeonato Europeo       | Campeonato Europeo | Campeonato Europeo |
| Año                                 | Lugar                    | Medalla            | Prueba             |
| ----------------------------------- | ------------------------ | ------------------ | ------------------ |
| 2008                                | Eindhoven (Países Bajos) | Medalla de bronce  | 200 m libre        |
| 2010                                | Budapest (Hungría)       | Medalla de oro     | 4 × 200 m libre    |
| 2010                                | Budapest (Hungría)       | Medalla de bronce  | 200 m libre        |
| 2012                                | Debrecen (Hungría)       | Medalla de plata   | 4 × 200 m libre    |
| Campeonato Europeo en Piscina Corta |                          |                    |                    |
| Año                                 | Lugar                    | Medalla            | Prueba             |
| 2007                                | Debrecen (Hungría)       | Medalla de bronce  | 400 m libre        |
| 2010                                | Eindhoven (Países Bajos) | Medalla de oro     | 400 m libre        |